# Favalello
Favalello település Franciaországban, Haute-Corse megyében. Lakosainak száma 68 fő (2022. január 1.). Favalello Castellare-di-Mercurio, Alando, Poggio-di-Venaco, Sermano, Sant’Andréa-di-Bozio és Santa-Lucia-di-Mercurio községekkel határos.

## Népesség
A település népességének változása:
| Lakosok száma | 20   | 27   | 33   | 40   | 65   | 74   | 76   | 70   | 67   | 68   |
|               | 1968 | 1982 | 1990 | 2006 | 2013 | 2015 | 2017 | 2019 | 2020 | 2022 |